# Île-de-Batz
Île-de-Batz (Bretons: Enez Vaz) is een gemeente in het Franse departement Finistère, in de regio Bretagne. De plaats maakt deel uit van het arrondissement Morlaix. Het is de enige gemeente op het eiland Île de Batz. Het eiland wordt zonder streepjes geschreven. De gemeente telde 457 inwoners op 1 januari 2022.

## Geografie
De oppervlakte van Île-de-Batz bedroeg op 1 januari 2022 3,05 vierkante kilometer; de bevolkingsdichtheid was toen 149,8 inwoners per km². Het eiland wordt door een drie kilometer brede zeestraat gescheiden van het vasteland van Bretagne.

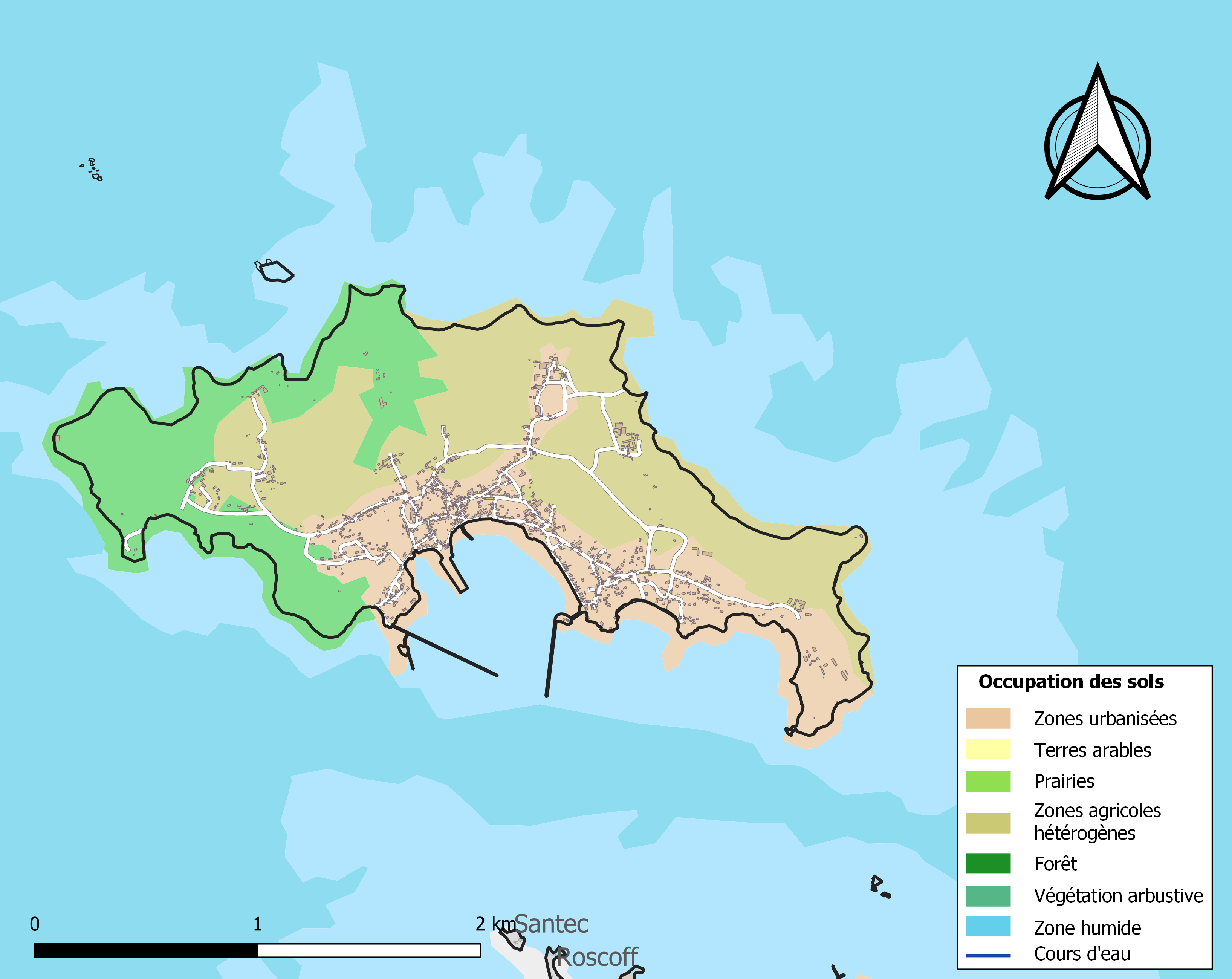
Kaart van de gemeente met belangrijkste infrastructuur, bodemgebruik en omliggende gemeenten

## Demografie
Onderstaande figuur toont het verloop van het inwonertal (bron: INSEE-tellingen).

## Economie
In 2024 waren er op het eiland veertien landbouwondernemingen. Door het gunstige klimaat en de rijke bodem kunnen er tot drie aardappeloogsten per jaar worden gehaald. Ook worden er groenten geteeld. Er is een vissershaven. Vanuit de haven vaart een veerdienst naar Roscoff op het vasteland.
Ook het toerisme is belangrijk. Bezienswaardigheden in het dorp op de zuidkant van het eiland zijn de Notre-Dame-de-Bon-Secourskerk (19e eeuw) en enkele gevels beschilderd met streetart. De vuurtoren van jet eiland is 44 meter hoog. Op de zuidoostelijk punt van het eiland ligt de Jardin Georges Delaselle, een tuin met 1.700 exotische plantensoorten die vanaf het begin van de 20e eeuw werd aangeplant.